# Sonia Orts
Sonia Orts Leiva (Tarragona, 22 de julio de 1976) es una empresaria y política española.

## Biografía
Nacida en Tarragona el 22 de julio de 1976, estudió el BUP en la Universidad Laboral de Tarragona y, posteriormente, trabajó como secretaria de administración en el sector inmobiliario y como jefa de tránsito en el sector logístico. Actualmente es pequeña empresaria y colabora con la sección local de la Asociación Española Contra el Cáncer. En las elecciones municipales de 2015 fue cuarta en las listas de Ciudadanos para el ayuntamiento de Tarragona y consiguió ser elegida concejala.